# Gargallo (Piemont)
Gargallo (piemontesisch und lombardisch Gargal) ist eine Gemeinde mit 1764 Einwohnern (Stand 31. Dezember 2023) in der italienischen Provinz Novara (NO), Region Piemont.
Die Nachbargemeinden sind Borgomanero, Gozzano, Maggiora, Soriso und Valduggia.
Das Gemeindegebiet umfasst eine Fläche von 3 km².